# Nemastoma carpathicum
Nemastoma carpathicum is een hooiwagen uit de familie aardhooiwagens (Nemastomatidae).
Het werd een junior subjectief synoniem van Paranemastoma sillii (Herman, 1871 in Avram (1973). Na 2023 de geldige combinatie is Paranemastoma sillii (Herman, 1871).